# Cryptocarya chinensis
Cryptocarya chinensis (Hance) Hemsl. – gatunek rośliny z rodziny wawrzynowatych (Lauraceae Juss.). Występuje naturalnie w południowych Chinach (w prowincjach Syczuan, Guangdong i Fujian, a także w regionie autonomicznym Kuangsi) oraz na Tajwanie. 

## Morfologia
PokrójZimozielone drzewo dorastające do 20 m wysokości. Kora ma ciemnoszarą barwę. Gałęzie są mocne, nagie, mniej lub bardziej szorstkie.
LiścieNaprzemianległe lub naprzeciwległe. Mają eliptyczny kształt. Mierzą 7–11 cm długości oraz 3–6 cm szerokości. Są skórzaste. Nasada liścia jest klinowa. Blaszka liściowa jest o krótko spiczastym wierzchołku. Ogonek liściowy jest nagi i dorasta do 10 mm długości.
KwiatySą zebrane w wiechy o owłosionych i żółtwych osiach, rozwijają się w kątach pędów lub na ich szczytach. Kwiatostan osiąga 15–40 cm długości, natomiast pojedyncze kwiaty mierzą 3 mm średnicy. Listki okwiatu są owłosione i mają żółtawą barwę. Mają 9 pręcików i 3 prątniczki o strzałkowatym kształcie. Podsadki są owłosione i mają owalny kształt.
OwoceMają kulisty kształt, osiągają 7–9 cm długości i 9–12 cm szerokości, mają czarnopurpurową barwę.

## Biologia i ekologia
Rośnie w wiecznie zielonych lasach. Występuje na wysokości do 1100 m n.p.m. Kwitnie od kwietnia do maja, natomiast owoce dojrzewają od sierpnia do grudnia.